# Guru Gobind Singh
Guru Gobind Singh (1666-1708) est le dernier des dix Gurus du sikhisme et le créateur du Khalsa, l'ordre chevaleresque des sikhs.

## Biographie
Il a achevé l'entreprise de Guru Nanak. Il complète l'Adi Granth devenu le Guru Granth Sahib, militarise les sikhs, forme le Khalsa Panth (communauté des Purs). Il instaure l'Amrit Sanskar (le baptême sikh). Après de nombreuses années passées à combattre les troupes mogholes et les persécutions d'Aurangzeb, il sacre le Sri Guru Granth Sahib : Le Livre saint comme son ultime successeur en tant que guru perpétuel.
Il a écrit le Dasam Granth qui est un recueil de textes saints, qu'il ne faut pas confondre avec le Guru Granth Sahib.
Guru Gobind Singh devint guru à l'âge de 9 ans seulement.

### L'Amrit Sanskar
Il existait une forme d'amrit avant même son instauration par le dixième guru, le charnamrit, le sujet devait boire de l'eau ayant servi à laver les pieds de celui qu'il souhaitait considérer comme guru. Guru Gobind Singh a mis fin à cette pratique.
Le guru décida donc d'instaurer le Khandé di pahul ou amrit sanskar. Cette action allait aussi lui permettre de différencier fondamentalement un sikh d'un hindou ou bien d'un musulman. Les sikhs n'avaient jusqu'alors pas de rituels spécifiques marquant l'entrée dans la communauté.
Le 14 avril 1699 à Keshgar Sahib, aujourd'hui un des cinq Takhts, le guru instaura la cérémonie du baptême. Pour cela il choisit cinq Sikhs, les Panj Piare : devenus les cinq bien aimés, il les baptisa, puis demanda lui-même aux cinq de lui offrir l'Amrit Sanskar. De Gobind Rai il devenu Gobind Singh. Depuis ce jour, tous les sikhs se nomment Singh (lion) pour les hommes et Kaur (princesse) pour les femmes ; tous se doivent de suivre le Rehat Maryada (un code de conduite) et de porter les Cinq K.

### Le jour où il devient Guru
Peu avant sa mort, le neuvième guru reçoit une délégation de 500 brahmanes du Cachemire : l'empereur moghol Aurangzeb leur ordonne de se convertir à l'Islam sous peine de mort. C'est une façon de marquer la domination de l'Islam radical moghol sur les traditions hindouistes, celles-ci étant particulièrement préservées au Cachemire.
Guru Tegh Bahadur réfléchit donc sur un moyen de mettre un terme à ces massacres. C'est alors que Gobind Rai (Guru Gobind Singh) qui rentrait chez lui au terme d'un jeu, fit son apparition. Il questionna son père sur la raison de la présence de cette délégation et aussi à quoi Guru Tegh Bahadur pensait. Son père lui expliqua la situation. Gobind Rai lui demande alors la solution qu'il avait trouvée au terme de sa réflexion. Guru Tegh Bahadur répondit qu'un grand homme devait certainement se sacrifier.
Gobind Rai répliqua donc en lui disant qu'il n'y avait personne aujourd'hui de plus respectable et de plus grand que lui. C'est ainsi qu'un enfant de 9 ans envoya son père au sacrifice dans le but de tenter de préserver la religion sikh. C'est aussi de cette manière que Guru Tegh Bahadur reconnut Gobind Rai comme étant prêt à devenir le futur guru sikh.